# SD Worx
SD Worx ist ein international tätiges Dienstleistungsunternehmen im Bereich Human Resources mit Hauptsitz in Antwerpen, Belgien.
Das Unternehmen ist vor allem durch seine zahlreichen Dienstleistungen im Personalwesen bekannt. Hierzu zählen u. a. Lohn-/Gehaltsberechnungen und -verwaltung, Zeitwirtschaft, HR-Administration, Dokumentenmanagement und Reisekostenabrechnung. Durch Übernahmen sind in den vergangenen Jahren die Bereiche Total Compensation/Benefits, Talent Management und HR Analytics dazugekommen. Neben der Dienstleistung und Beratung fungiert das Unternehmen auch als Entwickler für spezialisierte ERP-Software und Cloud Lösungen. Der Bereich Outsourcing, in dem Firmen ihre komplette Personaladministration an SD Worx ausgliedern, ist zusammen mit Gehaltsabrechnungen das größte Geschäftsfeld.
Über ein Netzwerk aus professionellen Partnern ist SD Worx in über 90 Ländern aktiv. In all diesen Ländern bietet das Unternehmen seine Dienstleistungen sowohl lokal als auch über die Landesgrenzen hinweg an. Mit mehr als 4.200 Mitarbeitern berät das Unternehmen über 65.000 Kunden aus der privaten Wirtschaft und dem öffentlichen Sektor, sowohl KMUs als auch große Unternehmen, und berechnet die Löhne und Gehälter von 4.400.000 Arbeitnehmern. Damit ist das Unternehmen der zweitgrößte HR-Serviceanbieter in Europa.

## Büros
SD Worx ist in Belgien (HQ), Deutschland, Frankreich, Luxemburg, den Niederlanden, Großbritannien, Irland, Mauritius, Österreich und der Schweiz vertreten.
In Belgien hat SD Worx 31 Büros (u. a. in Antwerpen (HQ), Brüssel, Gent). In Deutschland gibt es 11 Büros (u. a. Dreieich, Hamburg, Berlin und München).
In den Niederlanden hat SD Worx 5 Büros (u. a. Breda, Amsterdam) und unterhält in Großbritannien und Irland ebenfalls 5 Büros (u. a. Reading, Glasgow und Manchester). In Frankreich gibt es 2 Büros (in Paris und Bidart), ebenso wie in Österreich (Wien, Pasching). Sowohl in Luxemburg (Capellen), Irland und Mauritius als auch in der Schweiz gibt es jeweils 1 Büro.
Alle anderen Länder werden über ein Netzwerk aus strategischen Partnern betreut: die Payroll Services Alliance. Die gesamte Payroll Services Alliance führt jeden Monat 31 Millionen Lohn- und Gehaltsberechnungen durch.
Im Jahr 2019 verzeichnete das Unternehmen einen Gesamtertrag von 594 Millionen Euro.

## Geschichte
Das Unternehmen wurde 1945 von Jozef Van den Eede als „Sociale Dienst VEV“ innerhalb des Vlaams Economisch Verbond gegründet. Während des Wiederaufbaus nach dem Zweiten Weltkrieg zeigte sich, dass bei Unternehmen eine Nachfrage danach bestand, einen Teil der Unternehmensverwaltung auszugliedern. In den ersten zehn Jahren zählten zu den Kunden des Sociale Dienst VEV vor allem kleine Unternehmen. Je mehr sich die Wirtschaft erholte, die Anzahl der Kunden zunahm und die Sozialgesetzgebung komplexer wurde, suchte das Unternehmen verstärkt nach mechanischen Verfahren, um die Dokumente und Berechnungen effizienter zu machen. 1965 führte SD als erstes Sozialsekretariat die Verwendung eines Computers in der Unternehmensführung ein. Nun konnte auch der Markt mit größeren Unternehmen in Angriff genommen werden.
1975 wurde das Angebot von der Mitarbeiterverwaltung auf Human Resources im weiteren Sinne vergrößert. 1985 ging der Gründer und Direktor nach 40 Jahren in Rente; sein Nachfolger war Jan van den Nieuwenhuijzen, der dem Unternehmen bis 2012 vorstand. Von 2013 bis 2019 wurde das Unternehmen von Steven Van Hoorebeke geleitet, der Ende 2019 durch Kobe Verdonck als CEO abgelöst wurde.
1997 wurde der Name Sociale Dienst VEV in SD Worx geändert und 2008 kam die Tagline „Result driven HR“ hinzu.
Das Unternehmen begann seine internationale Expansion mit einem eigenen Büro in Luxemburg 2003, dann folgte 2005 eine Niederlassung in den Niederlanden, 2007 kamen drei Büros in Frankreich hinzu und 2008 drei Büros in Deutschland. Darüber hinaus gründete das Unternehmen die Payroll Services Alliance, ein Netzwerk in über 20 Ländern. 2015 übernahm SD Worx in den Niederlanden das Unternehmen CTB A&A und ging ein Joint Venture mit CTB Personele systemen ein. Nun gibt es fünf Büros in den Niederlanden.
Im August 2015 wurde Ceridian Mitglied der Payroll Services Alliance, sodass SD Worx jetzt auch in den USA und in Kanada tätig ist.
SD Worx übernahm 2016 sowohl den deutschen HR-Dienstleister fidelis HR als auch den britischen und irischen Ableger von Ceridian, einschließlich Mauritius. Damit ist SD Worx in zehn Ländern vertreten. Mit dem Zugang von Ascender kann die Payroll Services Alliance nun auch Kunden in Asien und Ozeanien begrüßen.
Des Weiteren wurde 2017 die Tagline in „For Life. For Work“ umgeändert. Noch im selben Jahr 2017 übernahm SD Worx Holding das Zeitarbeitsunternehmen VIO Interim und 2018 die Flexpoint Group. Damit stieg SD Worx Holding in den Markt für flexible Arbeit ein.   